# Viquiespècies
Viquiespècies (en anglès Wikispecies) és un projecte de la fundació Wikimedia que aspira a fer una recopilació de tots els éssers vius coneguts. Al contrari de la majoria de projectes de la fundació, Viquiespècies no té diferents pàgines depenent de l'idioma usat, i tots els articles estan en un espai comú. Els noms dels articles estan en llatí i assenyalen els noms vulgars en totes les altres llengües.